# Habenaria habenarioides
Habenaria habenarioides är en orkidéart som först beskrevs av Frederico Carlos Hoehne, och fick sitt nu gällande namn av R.E.Nogueira och Ruy José Válka Alves. Habenaria habenarioides ingår i släktet Habenaria och familjen orkidéer. Inga underarter finns listade i Catalogue of Life.